# Calodexia grata
Calodexia grata là một loài ruồi trong họ Tachinidae.